# Samochód hybrydowy

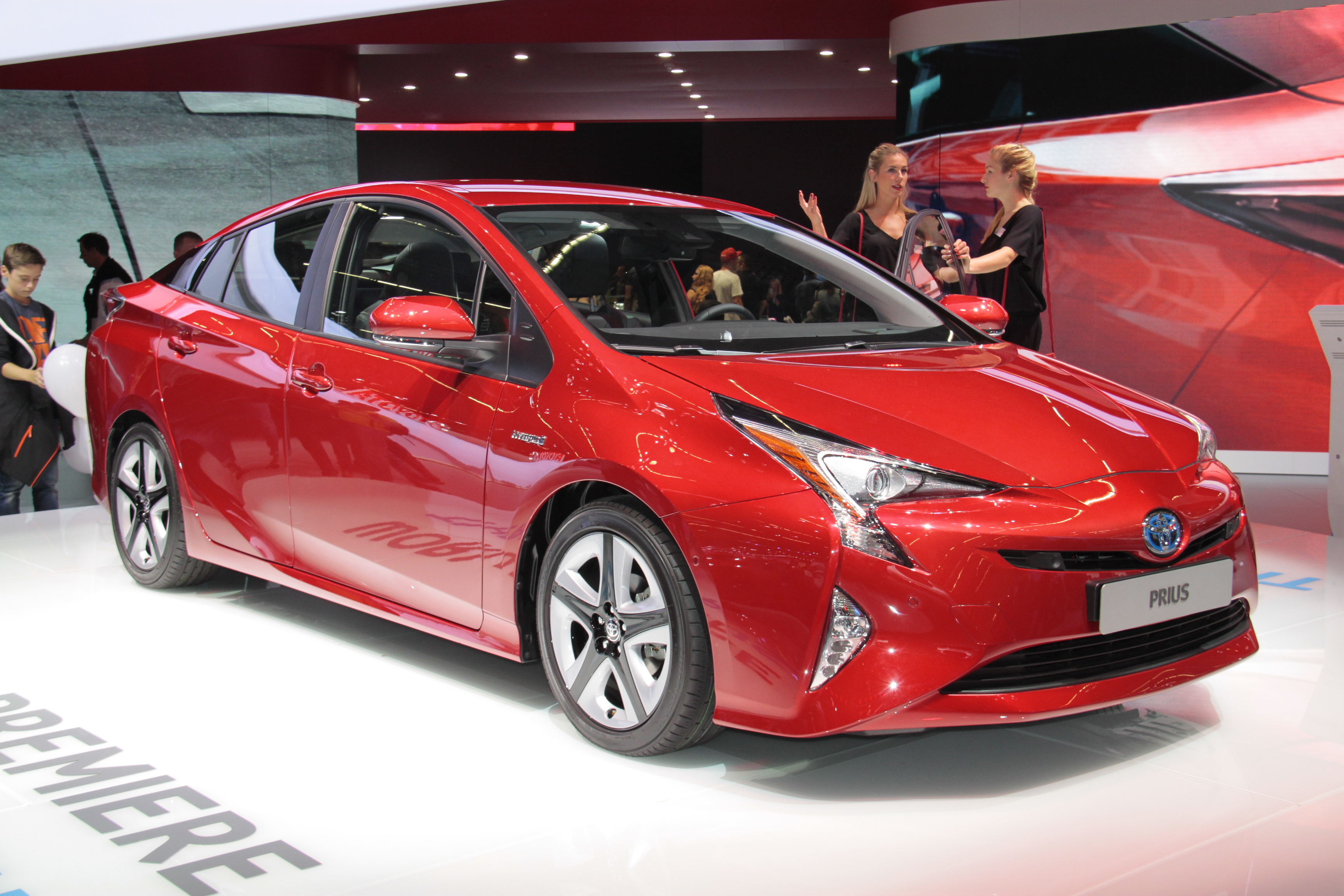
Toyota Prius to najlepiej sprzedający się samochód hybrydowy na świecie. Globalna sprzedaż przekroczyła 3,36 miliona egzemplarzy we wrześniu 2014 roku.

Samochód hybrydowy – samochód z napędem hybrydowym, najczęściej wyposażony w silnik spalinowy i jeden lub kilka elektrycznych. Obecność napędu elektrycznego ma na celu albo zmniejszenie zużycia paliwa, albo zwiększenie mocy samochodu. Sposób i stopień wykorzystania silników elektrycznych różni się w poszczególnych pojazdach. Obok hybrydowych samochodów osobowych występują także ciężarówki, traktory i autobusy hybrydowe.
Nowoczesne samochody hybrydowe wykorzystują technologie zwiększające wydajność energetyczną, takie jak ładowanie baterii poprzez odzyskiwanie energii z hamowania, zamiast marnować ją na bezproduktywną energię cieplną wytwarzaną przez tarcie hamulców. W niektórych rozwiązaniach silnik spalinowy jest wykorzystywany do wytwarzania energii elektrycznej zasilającej silnik elektryczny. W wielu samochodach hybrydowych emisja spalin jest zmniejszana także przez wyłączanie silnika spalinowego na postoju i włączanie go, gdy jest potrzebny. Dodatkowo współpraca z silnikiem elektrycznym umożliwia utrzymywanie silnika spalinowego w stanie optymalnej wydajności. Jeśli silnik spalinowy pracuje na niskich obrotach, jego wydajność jest również bardzo niska, gdyż najwięcej energii potrzebuje na pokonanie własnych oporów. W napędzie hybrydowym można wykorzystać tę rezerwę – zwiększyć obroty silnika spalinowego do poziomu optymalnego na potrzeby ładowania baterii.
W 1900 roku Ferdynand Porsche zaprezentował na Wystawie Światowej w Paryżu Lohner-Porsche Mixte Hybrid, pierwszy hybrydowy samochód spalinowo-elektryczny na świecie. Wspólnicy Jacob Lohner i Porsche sprzedali 300 egzemplarzy tego pojazdu.
Samochody hybrydowe stały się powszechnie dostępne dopiero w 1997 roku w Japonii za sprawą Toyoty Prius. Następnym modelem była Honda Insight w 1999 roku. Na początku traktowano je jako ciekawostkę, interesującą szczególnie dla osób zaangażowanych w ochronę środowiska. Niskie ceny benzyny powodowały jednak niewielkie zainteresowanie masowego nabywcy. Sytuacja zmieniła się w następnej dekadzie, kiedy ceny ropy zaczęły gwałtownie rosnąć. W późnych latach 2000. także inni producenci zaczęli wprowadzać na rynek modele hybrydowe, nieraz opierając się na licencji napędu hybrydowego Toyoty, która najintensywniej rozwija tę technologię.
Pierwszym produkowanym seryjnie samochodem hybrydowym była Toyota Prius, wprowadzona na rynek w 1997 roku. Innymi przykładami powszechnie dostępnych samochodów hybrydowych są m.in. hybrydowe wersje modeli Toyoty: Auris, Yaris, Camry i Highlander, Honda Insight, Lexus GS450h, Chevrolet Volt, Opel Ampera, Nissan Altima Hybrid.

## Sprzedaż na świecie
Do października 2014 roku na świecie zostało sprzedanych około 9 milionów hybryd. Dominującą pozycję utrzymuje Toyota, której sprzedaż samochodów hybrydowych przekroczyła w październiku 7 mln egzemplarzy. Drugą pozycję zajmuje Honda, która do czerwca 2014 roku sprzedała ponad 1,35 mln hybryd. Granicę miliona hybryd Honda przekroczyła we wrześniu 2012 roku. Ford sprzedał 375 tysięcy w USA do września 2014 roku. Do marca 2014 roku Hyundai i Kia sprzedały łącznie na świecie 200 hybryd. 
Pierwszy milion hybryd Toyota Motor Corporation sprzedała do maja 2007 roku; 2 miliony do sierpnia 2009 roku, 5 milionów do marca 2013 roku, 6 milionów do grudnia 2013 roku. Do września 2014 roku sprzedaż Toyoty Prius na świecie osiągnęła 3,36 miliona samochodów i była dostępna w 80 krajach i regionach. Łączna sprzedaż samochodów z rodziny Priusa osiągnęła 4,78 miliona hybryd i hybryd typu plug-in do września 2014 roku.
W lipcu 2015 roku łączna liczba hybryd Toyoty przekroczyła 8 milionów. W 2014 roku sprzedaż hybryd Toyoty wyniosła 1,266 mln egzemplarzy.
W październiku 2015 roku sprzedaż hybryd Toyoty w Europie przekroczyła milion egzemplarzy. Najpopularniejszym modelem hybrydowym w Europie jest Auris Hybrid. W 2015 roku oferta Toyota Motor Europe obejmowała 14 modeli: (1) Prius, (2) Prius +, (3) Prius Plug-in, (4) Yaris Hybrid, (5) Auris Hybrid, (6) Auris Hybrid Touring Sports, (7) Camry Hybrid, oraz Lexusy (8) CT 200h, (9) GS 300h (10) GS 450h, (11) IS 300h, (12) LS 600h(L), (13) RX 450h 2x4 lub 4x4 i (14) NX 300h. W pierwszym kwartale 2019 hybrydy stanowiły już 50% całkowitej sprzedaży Toyoty w Europie. Najpopularniejszymi modelami były kolejno Yaris Hybrid, C-HR Hybrid oraz Corolla Hybrid.
W styczniu 2017 roku sprzedaż hybryd Toyoty na świecie przekroczyła 10 milionów egzemplarzy. W tym czasie marka oferowała na świecie 33 modele hybrydowe, a w Polsce 8 modeli.
We wrześniu 2018 roku Toyota sprzedała 2 miliony hybryd w Europie. W tym czasie na europejskim rynku było 17 modeli hybrydowych Toyoty i Lexusa. 
W marcu 2020 roku globalna sprzedaż hybryd Toyoty przekroczyła 15 milionów aut, po 23 latach od premiery Priusa. Gama samochodów hybrydowych Toyoty i Lexusa na całym świecie liczy obecnie 44 modele.
W lipcu 2020 roku Toyota sprzedała 3 miliony hybryd w Europie. Udział hybryd w całkowitej sprzedaży Toyota Motor Europe wynosił w tym czasie 52%.

## Klasyfikacja

### Rodzaje napędów hybrydowych

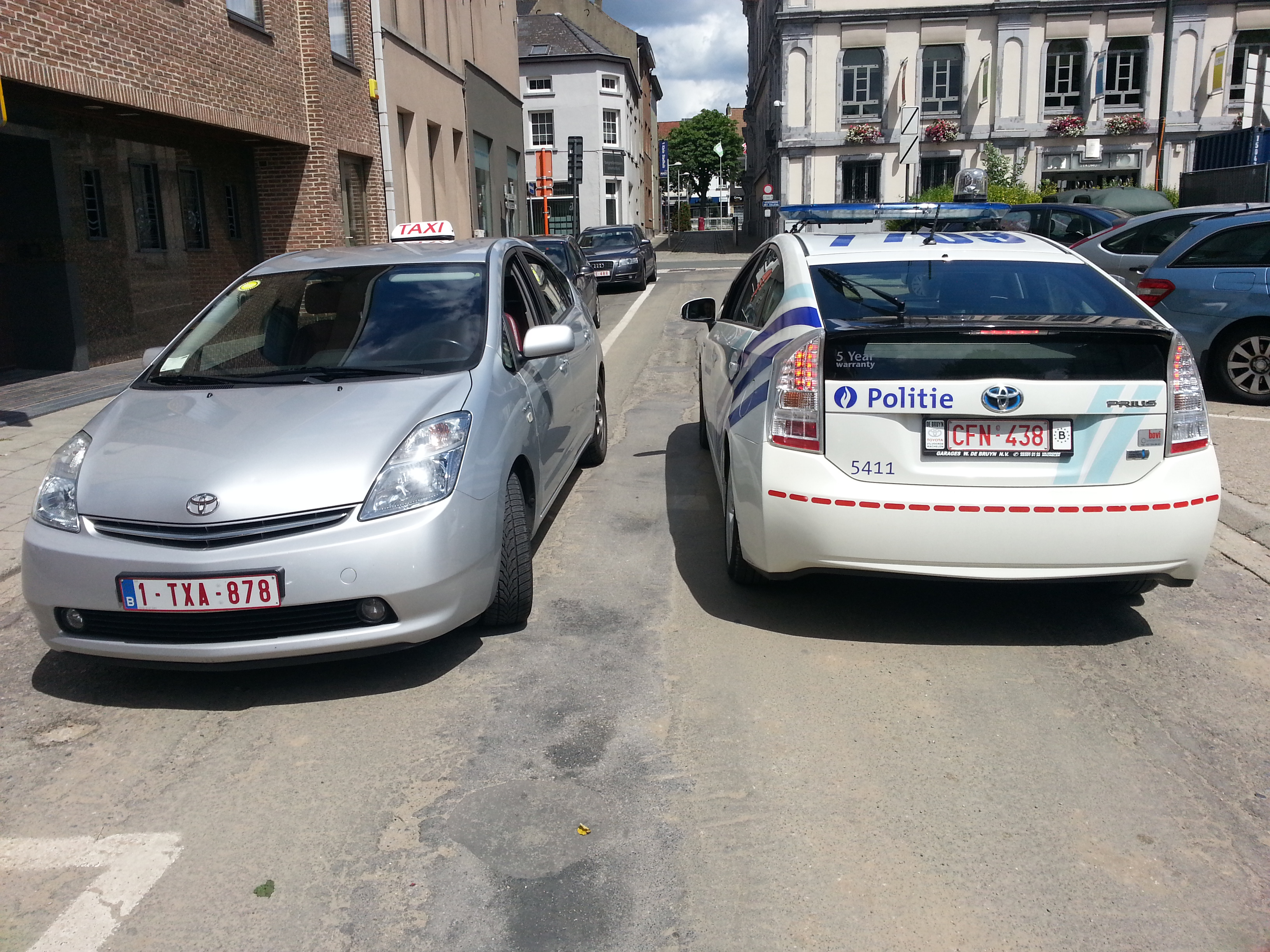
Toyota Prius to pełna hybryda mieszana (szeregowo-równoległa). Na zdjęciu Prius taksówka i Prius radiowóz policyjny

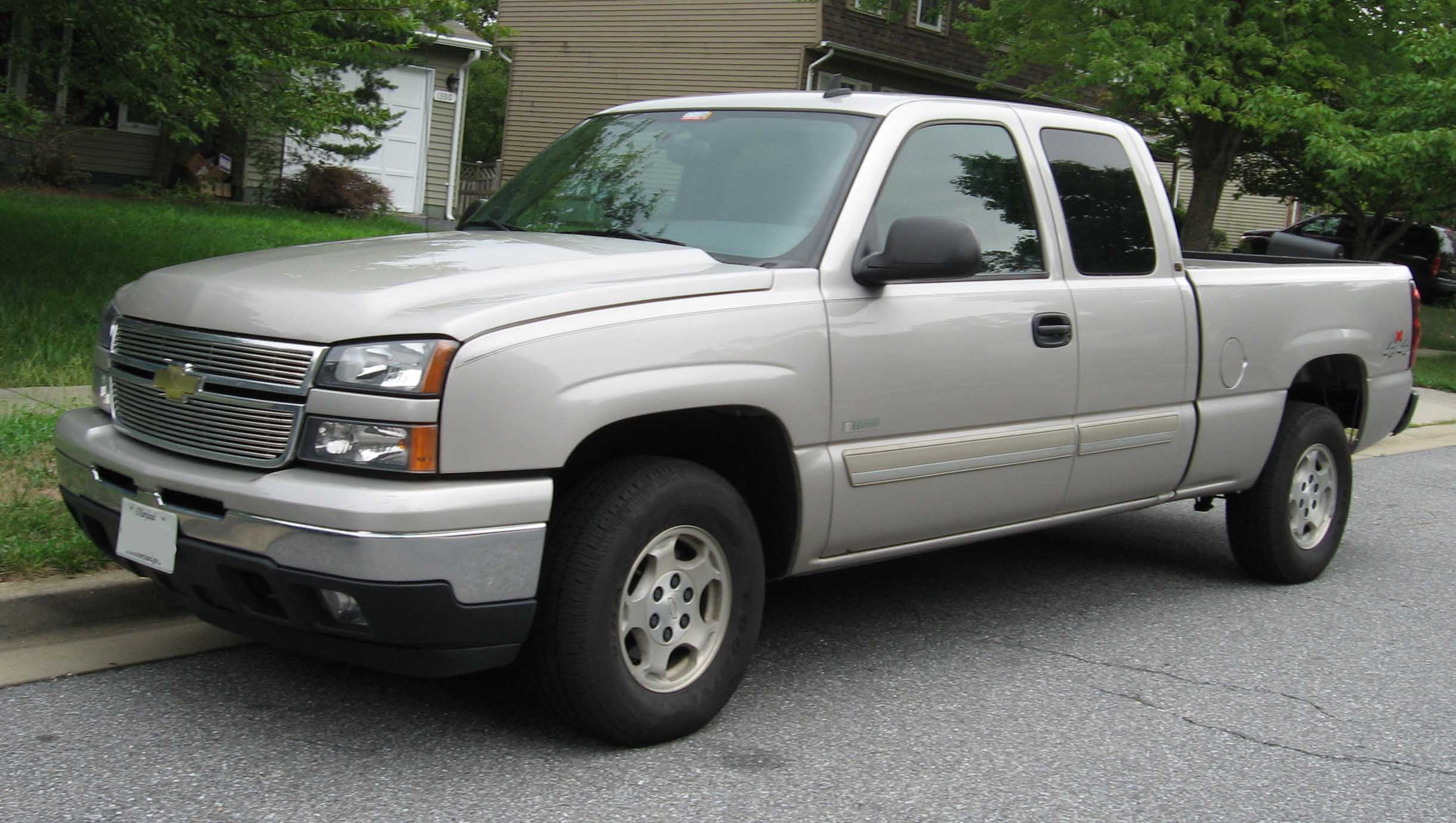
Chevrolet Silverado Hybrid z lat 2005-2006 to częściowa hybryda

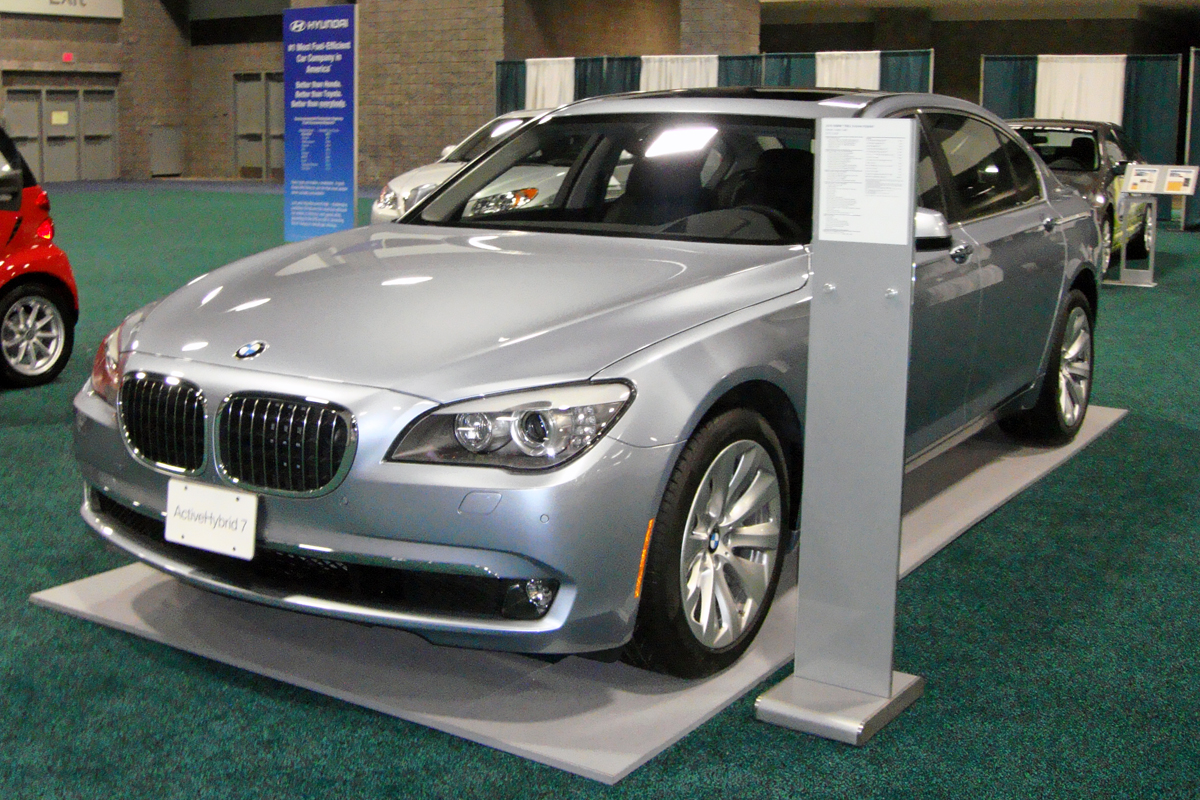
BMW Concept 7 Series ActiveHybrid to częściowa hybryda

#### Podział ze względu na konfigurację napędu
- W napędzie hybrydowym równoległym silnik spalinowy i elektryczny są połączone mechanicznie z kołami napędowymi. Samochód może być napędzany tylko silnikiem spalinowym, tylko elektrycznym lub oboma równocześnie. Model ten jest stosowany w samochodach Hondy: Insight, Civic, Accord (Integrated Motor Assist). Drugi przykład to Belted Alternator/Starter (BAS Hybrid) General Motors w modelu Chevrolet Malibu[22]. W wielu modelach silnik spalinowy działa także jako generator prądu. Obecnie w użyciu komercyjnym napędy równoległe zawierają pełnowymiarowe silniki spalinowe i małe (max. 20 kW) silniki elektryczne oraz małe akumulatory. Silniki elektryczne mają bowiem jedynie wspierać główny silnik w wytwarzaniu momentu obrotowego w zespole napędowym, a nie być głównym źródłem mocy. Równoległe napędy hybrydowe są bardziej wydajne niż zespoły oparte jedynie na porównywalnych silnikach spalinowych, szczególnie w mieście, przy częstym zatrzymywaniu się i ruszaniu[22] oraz na autostradach.

- W napędzie hybrydowym szeregowym samochód napędzany jest bezpośrednio tylko silnikiem elektrycznym, zaś silnik spalinowy służy do napędu generatora jako źródła zasilania silnika elektrycznego i do ładowania baterii. Zestaw baterii jest w tym układzie zwykle o wiele większy, powodując zwiększenie kosztów produkcji. Gdy bateria się rozładowuje, silnik spalinowy doładowuje ją, by utrzymać jej naładowanie na optymalnym poziomie. Zwiększa wydajność silnika spalinowego, zwłaszcza przy obciążającej układ jeździe po mieście[22].

- Napęd hybrydowy mieszany (tzw. pełna hybryda)[23] łączy zalety obu powyższych rozwiązań – szeregowego i równoległego. Są najbardziej wydajne, ponieważ szeregowe napędy hybrydowe są bardziej wydajne przy niewielkich prędkościach, zaś równoległe przy wysokich prędkościach. Ich produkcja jest jednak droższa niż silników równoległych. Dominującym producentem zepołów napędowych hybrydowych mieszanych jest Toyota. Są one stosowane w samochodach Toyoty i Lexusa, Nissana i Mazdy (głównie na licencji Toyoty)[24][25], Forda i General Motors.[22]

Bez względu na typ napędu hybrydowego, producenci stosują zwykle system ładowania baterii za pomocą odzyskiwania energii podczas hamowania.

#### Podział ze względu na stopień hybrydyzacji
- Pełny napęd hybrydowy. Samochód może czerpać energię albo tylko z silnika, albo tylko z baterii, albo z obu naraz[26]. Przykłady: Hybrid Synergy Drive Toyoty, system hybrydowy Forda, Two-Mode Hybrid produkcji General Motors/ Chrysler[27]. Przykłady pojazdów: Toyota Prius, Toyota Auris Hybrid, Ford Escape Hybrid. Samochody te wymagają dużych, wydajnych akumulatorów. Dzięki zastosowaniu mechanizmu rozdzielającego moc pojazdy zyskują większą elastyczność kosztem zwiększenia stopnia złożoności układu.

- Częściowy napęd hybrydowy. Samochody, które nie mogą być napędzane wyłącznie silnikiem elektrycznym nawet przez krótki czas, gdyż silniki elektryczne nie mają wystarczającej mocy.[26][27] Częściowe hybrydy korzystają tylko z niektórych rozwiązań technologii hybrydowej. Oszczędność paliwa wynosi zazwyczaj nie więcej niż 15% w jeździe po mieście i 8-10% poza miastem.[26][27] Częściowa hybryda to zasadniczo samochód konwencjonalny z rozbudowanym rozrusznikiem, pozwalającym na wyłączanie silnika spalinowego za każdym razem, gdy samochód zjeżdża z góry, hamuje lub zatrzymuje się, i szybkie uruchamianie silnika, gdy jest to potrzebne. Rozrusznik jest zwykle montowany między silnikiem i przeniesieniem napędu, zastępując konwerter momentu obrotowego. Dostarcza dodatkowej energii podczas zapłonu. Akcesoria takie jak radio czy klimatyzacja mogą być włączone, gdy nie działa silnik spalinowy. Baterie są ładowane podczas hamowania. W porównaniu do pełnych hybryd, częściowe hybrydy mają mniejsze baterie i mniejszy silnik elektryczny. Ich masa własna i koszt ich produkcji są dzięki temu mniejsze.[27]

Częściowymi hybrydami były wczesne hybrydy Hondy, w tym także pierwsza generacja Insight. Od 2006 roku Honda Civic Hybrid może poruszać się w niewielkim tempie tylko na silniku elektrycznym. Inny przykładem był produkowany w latach 2005-2007 Chevrolet Silverado Hybrid, pełnowymiarowy pick-up. Oszczędzał do 10% na wyłączaniu i włączaniu silnika spalinowego i odzyskiwaniu energii podczas hamowania. Częściowe hybrydy General Motors to Saturn Vue Green Line, Saturn Aura Greenline i Malibu Hybrid.

### Hybrydy plug-in (PHEV)

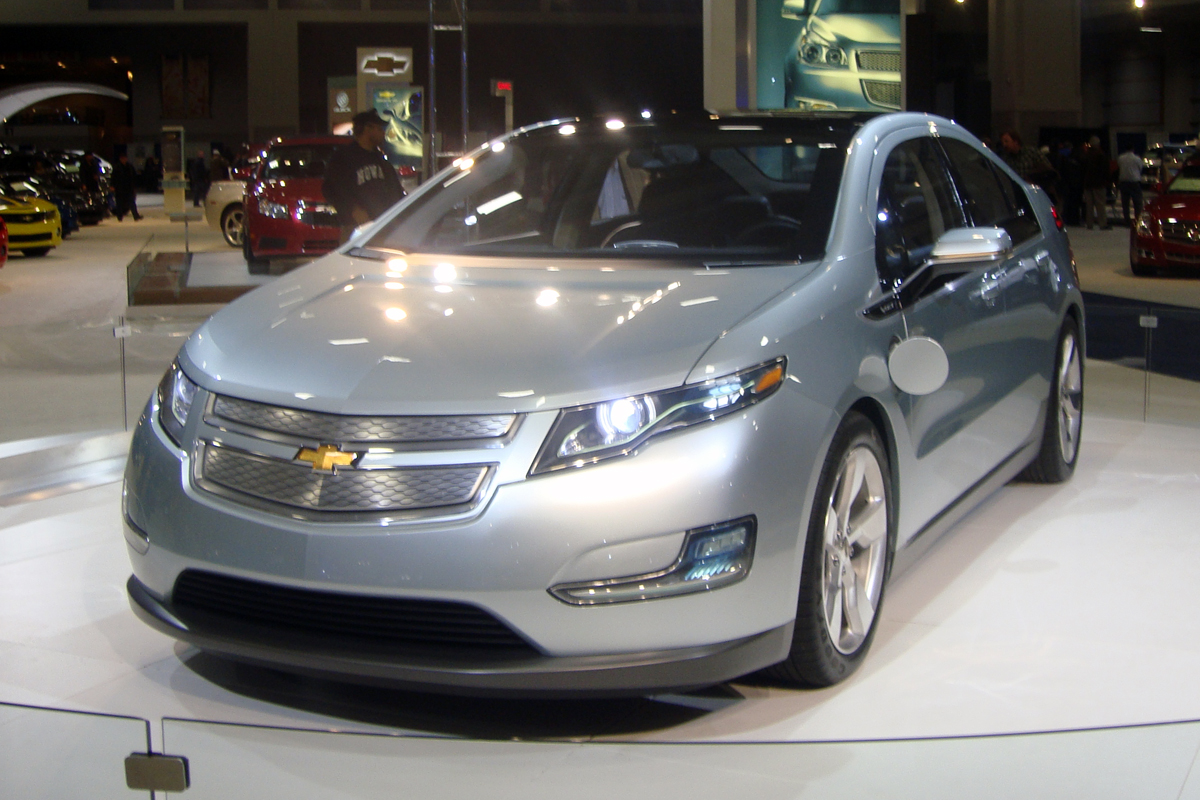
Chevrolet Volt jest hybrydą plug-in.

Samochód hybrydowy plug-in to hybrydowy elektryczny samochód, którego akumulatory można ładować także z zewnętrznego źródła. PHEV łączy właściwości hybryd i samochodów w pełni elektrycznych. Zawiera wtyczkę, którą można podłączyć do zewnętrznego gniazdka. Zasięg silnika elektrycznego PHEV jest wielokrotnie większy niż w samochodach hybrydowych bez tej funkcji. Przy tym nie obciąża kierowców niepewnością związaną z zasięgiem, właściwą dla samochodów elektrycznych. Silnik spalinowy jest zabezpieczeniem przed rozładowaniem baterii w miejscu bez dostępu do źródła zasilania. Poza tym niemal każda hybryda plug-in pozwala na pokonanie dystansu 30-50 km wyłącznie na silniku elektrycznym i zapewnia użytkownikowi możliwość ręcznej zmiany rodzaju napędu.
Samochody hybrydowe, zwłaszcza te w modelu plug-in są coraz chętniej wybierane i stanowią tańszą i bardziej wydajną w użytkowaniu alternatywę dla samochodów elektrycznych. Co najważniejsze, większość światowych marek samochodów takich, jak: Skoda, Seat czy Renault zdecydowało się na poszerzenie oferty samochodów właśnie o hybrydy z uwagi na ich niskoemisyjny charakter, co sprawia, że są one zgodne z normami unijnymi, jakie mają wejść w życie od 2021 roku. Średnia emisja CO
2 nie będzie mogła przekraczać 95 g/km.
Pierwszy samochód hybrydowy plug-in udostępnił na rynku flotowym chiński producent BYD Auto w grudniu 2008. Był to model F3DM PHEV-62 (PHEV-100 km). Premiera Chevroleta Volt plug-in nastąpiła w 2010 roku. Toyota Prius Plug-in miała premierę w 2012 roku.

## Historia
Początki
W 1900 roku Feredynand Porsche zatrudniony w fabryce Lohner Coach Factory zbudował Lohner-Porsche Mixte Hybrid, szeregową hybrydę z napędem na 4 koła. W 1901 roku George Fischer sprzedał w Anglii autobusy hybrydowe. W 1902 roku Knight Neftal wyprodukował wyścigowy samochód hybrydowy.
W 1905 roku Henri Pieper zaprezentował samochód hybrydowy, w którym silnik elektryczny mógł ładować baterie. Samochód używał obu silników do startu i podjazdu pod górę. W 1915 roku Woods Motor Vehicle, producent samochodów elektrycznych, wyprodukował Dual Power z 4-cylindrowym silnikiem ICE i silnikiem elektrycznym. Poniżej 24 km/h samochód jechał na samym silniku elektrycznym aż do wyczerpania baterii, zaś powyżej tej prędkości włączał się silnik spalinowy, który mógł rozpędzić auto do 56 km/h. Do 1918 roku powstało 600 egzemplarzy tego modelu. Dual Power okazał się komercyjną porażką. Był zbyt wolny jak na swoją cenę i zbyt skomplikowany w prowadzeniu.
W 1931 roku Erich Gaichen wynalazł samochód, którego baterie były ładowane podczas zjeżdżania ze wzgórza. Energię dostarczał cylinder ze sprężonym powietrzem, który był doładowywany małymi porcjami powietrza wtłaczanymi pod wpływem wibracji podwozia i hamulców.
Prekursorzy współczesnej technologii hybrydowej
System odzyskiwania energii z hamowania, wynalazek kluczowy dla współczesnej technologii hybrydowej, został opracowany w 1967 roku przez AMC dla American Motors Amitron i nazwany Energy Regeneration Brake.
Następny prototyp powstał za sprawą Victora Wouka, jednego z naukowców zaangażowanych w projekt Henney Kilowatt, pierwszego tranzystorowego samochodu elektrycznego. Dzięki intensywnym pracom nad napędem hybrydowym w latach 1960. i 1970. Wouk zasłużył sobie na miano Ojca Chrzestnego hybryd. Wouk zainstalował swój prototypowy napęd hybrydowy z 21-konnym silnikiem elektrycznym w Buicku Skylarku z 1972 roku. Samochód przekazał General Motors do projektu Federal Clean Car Incentive Program.
Na początku lat 1980. David Arthurs rozwinął system odzyskiwania energii z hamowania. Przy przebudowie Opla GT posłużył się silnikiem i generatorem własnej produkcji. Samochód zużywał 3,1 l/100 km. Jego plany zostały opublikowane w Mother Earth News.
W 1989 roku Audi wyprodukowało eksperymentalny samochód Audi Duo (Audi C3 100 Avant Duo). Była to równoległa hybryda plug-in oparta na modelu Audi 100 Avant quattro. Samochód wyposażono w silnik elektryczny o mocy 12,8 KM, który napędzał tylną oś. Energię czerpał z baterii niklowo-kadmowej. Przednia oś była napędzana pięciocylindrowym silnikiem benzynowym 2,3 l o mocy 136 KM. Intencją Audi było stworzenie samochodu, który byłby napędzany silnikiem spalinowym poza miastem, zaś silnikiem elektrycznym w mieście. Kierowca wybierał spalinowy lub elektryczny tryb jazdy. Audi wyprodukowało tylko 10 egzemplarzy tego modelu. Niewielkie zainteresowanie klientów było spowodowane mniejszą wydajnością niż standardowy Audi 100 z powodu dodatkowego obciążenia napędem elektrycznym.
W 1992 roku Volvo zaprezentowało model ECC oparty na Volvo 850. Turbinowy silnik służył w nim do napędzania generatora.
W 1993 roku administracja Billa Clintona zainicjowała Partnerstwo dla Samochodów Nowej Generacji (PNGV, Partnership for a New Generation of Vehicles), w którym uczestniczyły Chrysler, Ford, General Motors, USCAR, DoE oraz wiele innych agencji rządowych. Celem porozumienia było wybudowanie wydajnego samochodu o niskiej emisji spalin. Program nie przyniósł oczekiwanych rezultatów. W 2001 roku USNRC (United States National Research Councin) opublikował raport, z którego wynikało, że wielka trójka nie będzie w stanie do 2004 roku wyjść z fazy samochodu koncepcyjnego i opracować prototypu przedprodukcyjnego, którego koszty produkcji osiągnęłyby akceptowalny poziom. W tym czasie już od 4 lat w sprzedaży była Toyota Prius. W tym samym 2001 roku administracja George'a W. Busha zastąpiła PNGV programem FreedomCAR skoncentrowanym na napędzie wodorowym. Rząd USA uznał, że jest to projekt zbyt ryzykowny, aby mógł go udźwignąć prywatny przemysł. Jego celem jest stworzenie efektywnego samochodu niezależnego od ropy i nie emitującego CO
2.
W 1998 roku Panoz Esperante GTR-Q9 jako pierwszy samochód hybrydowy (benzynowo-elektryczny) wystartował w 24-godzinnym wyścigu Le Mans, jednakże nie został zakwalifikowany do głównego wyścigu. Zajął jednak drugie miejsce w swojej klasie w wyścigu Petit Le Mans w tym samym roku.
Współczesne hybrydy
Masowa produkcja samochodów rozpoczęła się w 1997 roku, kiedy to Toyota rozpoczęła sprzedaż Priusa, pełnej hybrydy mieszanej (szeregowo-równoległej), najpierw w Japonii, zaś od 2000 roku w Europie, Ameryce Północnej i na pozostałych rynkach. W Polsce Prius trafił do salonów w 2004 roku. Sprzedaż modelu Insight, częściowej hybrydy równoległej, Honda rozpoczęła w 1999 roku w Stanach Zjednoczonych i Japonii. Prius pierwszej generacji, sedan, zużywał 4,5 l/100 km w mieście i 5,2 l/100 km poza miastem. Dwudrzwiowa Honda Insight pierwszej generacji zużywała 3,9 l/100 km w mieście i 3,5 l/100 km poza miastem.
Sprzedaż Toyoty Prius wyniosła w 1997 roku 300 egzemplarzy, zaś 19 500 samochodów w 2000 roku. Łączna sprzedaż Priusów przekroczyła milion w kwietniu 2008 roku. W 2013 roku przekroczyła 3 miliony samochodów. Druga generacja Priusa ukazała się w 2004 roku, zaś trzecia w 2009 roku. Druga generacja otrzymała większa przestrzeń pasażerską i bagażową. Zyskała większą moc przy mniejszym zużyciu paliwa i emisji CO
2. Obecna generacja zużywa w jeździe miejskiej 3,9 l/100 km.
W 2005 roku na rynek weszła Toyota Highlander Hybrid oraz Lexus RX 400h z napędem na 4 koła.
Trzecia generacja Audi Duo, oparta na modelu Audi B5 A4 Avant, została wprowadzona do sprzedaży w 1997 roku. Było to jedyne Duo wdrożone do produkcji. Silnik turbodiesel z bezpośrednim wtryskiem paliwa (TDI) 1,9 l był wspierany przez silnik elektryczny o mocy 28 KM. Audi wyprodukowało tylko 60 egzemplarzy tego modelu z powodu niskiego popytu. Aż do premiery Audi Q7 Hybrid w 2008 roku była to jedyna hybryda europejskiej produkcji.
Honda Civic Hybrid, oparta na Hondzie Civic siódmej generacji, została wprowadzona na rynek w lutym 2002 roku jako model z 2003 roku. Wygląa na identyczną z wersją niehybrydową, lecz zużywa 4,7 l/100 km, o 40% mniej niż konwencjonalny Civic LX sedan. Obie wersje – hybrydowa i konwencjonalna, przeszły face-lifting w 2004 roku. Produkcja Hondy Insight pierwszej generacji zakończyła się w 2006 roku. Druga generacja ukazała się w 2010 roku. Honda rozpoczęła także sprzedaż hybrydowej wersji modelu Accord, lecz w 2007 roku zrezygnowała z niej z powodu rozczarowującego popytu.
Ford Escape Hybrid, pierwszy hybrydowy SUV, pojawił się na rynku w 2005 roku. W 2004 roku Toyota i Ford podpisały umowę licencyjną na 20 patentów Toyoty dotyczących technologii hybrydowej. Dzięki nim Ford opracował własny napęd hybrydowy. W ramach tejże umowy Ford udostępnił Toyocie swoje silniki Diesla na rynek europejski.
W 2006 roku Saturn (GM) rozpoczął sprzedaż hybrydy równoległej, częściowej – modelu Daturn Vue Green Line, w którym zamontowano system Belted Alternator/Starter (BAS Hybrid) produkcji GM. Ten sam napęd zastosowano w Saturn Aura Greenline i Malibu Hybrid.
W 2007 roku na rynku pojawił się Lexus GS 450h, hybrydowa wersja GS, o mocy 335 KM. W 2006 roku w USA i Kanadzie pojawiła się Toyota Camry Hybrid, model na 2007 rok. Także w 2007 roku Nissan rozpoczął sprzedaż Altimy Hybrid, w której zastosował technologię Toyoty.
General Motors zainaugurował w 2008 roku nowy napęd Two-Mode Hybrid w dwóch SUV-ach: Chevrolecie Tahoe i GMC Yukonie, po których rok później przyszedł Cadillac Escalade Hybrid.
Ford Fusion Hybrid pojawił się na rynku amerykańskim w marcu 2009 roku, równolegle z Hondą Insight drugiej generacji i Mercury Milan Hybrid.

## Lata 2009-2010
Hyundai Elantra LPI Hybrid, którego sprzedaż rozpoczęła się w lipcu 2009 roku w Korei Południowej, to pierwsza hybryda, której z silnikiem spalinowym napędzanym LPG. Elantra to częściowa hybryda, w której zastosowano po raz pierwszy baterie litowo-polimerowe. Elantra zużywa 5,6 l gazu na 100 km i emituje 99 g/km CO
2.
Mercedes-Benz S40 BlueHybrid pojawił się na rynku amerykańskim w 2009 roku. S40 to częściowa hybryda, pierwsza, w której zastosowano baterie litowo-jonowe. Zastosowana w nim technologia hybrydowa została opracowana we współpracy Daimlera AG i BMW. Ten sam układ hybrydowy znalazł się w BMW ActiveHybrid V6 oraz w Mercedesie ML450 Hybrid.
W lutym 2010 roku Honda rozpoczęła w Japonii sprzedaż CR-Z, a kilka miesięcy później w USA i Europie. Była to już trzecia hybryda Hondy na rynku. W październiku 2010 roku do japońskich salonów trafiła Honda Fit Hybrid, zaś jej europejska wersja, Honda Jazz Hybrid, została zaprezentowana na targach w Paryżu, zaś do sprzedaży trafiła na początku 2011 roku w niektórych krajach europejskich.
Produkcja Toyoty Auris Hybrid rozpoczęła się w maju 2010 roku w fabryce Toyoty w Burnaston w Wielkiej Brytanii (TMUK). Była to pierwsza masowo produkowana hybryda w Europie. Sprzedaż w Wielkiej Brytanii rozpoczęła się w lipcu 2010 roku za 18 950 funtów, tj. taniej niż za Priusa. Auris Hybrid ma ten sam napęd co Prius, jednak zużywa mniej benzyny – 3,8 l/100 km w cyklu mieszanym.
Lincoln MKZ Hybrid na 2011 rok został zaprezentowany na targach New York International Auto Show w 2010 roku. Jego sprzedaż rozpoczęła się we wrześniu 2010 roku. Była to pierwsza hybryda, której cena była identyczna z ceną wersji konwencjonalnej tego samego modelu.
Porsche Cayenne Hybrid trafiło na rynek amerykański w 2010 roku.

## Lata 2011-2014
Globalna sprzedaż Toyoty Prius przekroczyła w czerwcu 2013 roku poziom 3 milionów egzemplarzy. Samochód ten stale utrzymuje pozycję najlepiej sprzedającej się hybrydy na świecie. Od 2011 roku na rynek zaczęły trafiać jego zróżnicowane wersje. Siedmioosobowa Toyota Prius pojawiła się po raz pierwszy w Japonii jako Prius Alfa w maju 2011 roku. Amerykańska wersja, Prius v, trafiła do salonów w październiku tego roku. W Europie, pod nazwą Toyota Prius+, znalazła się w salonach w czerwcu 2012 roku. Z kolei sprzedaż nieco mniejszej od standardowego wersji Priusa ruszyła w Japonii w grudniu 2011 pod nazwą Prius Aqua, w USA w marcu 2012 oraz w Australii w kwietniu tego roku pod nazwą Prius c. Do Europy trafiła natomiast hybrydowa wersja Toyoty Yaris w czerwcu 2012 roku. Toyota Prius Plug-in trafił na japoński rynek w styczniu 2012 roku, do USA w lutym, zaś do Europy w czerwcu 2012 roku. Oprócz tego Toyota rozpoczęła sprzedaż nowej generacji Camry Hybrid i Avalon Hybrid w 2012 roku, zaś Corolli Axio i Corolli Fielder w 2013 roku w Japonii. Obie wersje Corolli są wyposażone w napęd hybrydowy z silnikiem 1,5 l znany z Priusa c. Toyota Auris Touring Sports z nadwoziem kombi trafił do sprzedaży w 2012 roku, równocześnie w wersji benzynowej i hybrydowej.
Volkswagen zaprezentował model Touareg Hybrid na 2012 rok już w 2010 roku na Geneva Motor Show. Sprzedaż w USA rozpoczęła się w 2011 roku. W tym samym roku na amerykański rynek trafiły także Lexus CT 200h, Infiniti M35 Hybrid, Hyundai Sonata Hybrid i jej bliźniaczy model Kia Optima Hybrid.
W 2012 roku Peugeot zaproponował nowe rozwiązanie, wprowadzając na europejski rynek model 3008 Hybrid4, pierwszą produkcyjną hybrydę z silnikiem Diesla. Według producenta van 3008 Hybrid zużywa 3,8 l/100 km oleju napędowego i emituje 99 g/km CO
2 według europejskich norm.
Pozostałe modele hybrydowe, które miały premierę w 2012 roku, to: Audi Q5 Hybrid, BMW serii 5 ActiveHybrid, BMW serii 3 Hybrid, Ford C-Max Hybrid, Acura ILX Hybrid, Ford Fusion Hybrid, Volkswagen Jetta Hybrid
W grudniu 2013 roku Honda wprowadziła w Japonii model Vezel Hybrid SUV. Range Rover Hybrid z silnikiem Diesla został zaprezentowany na Frankfurt Motor Show w 2013 roku, zaś sprzedaż rozpoczęła się w 2014 roku.

## Lata 2015-2018
W 2015 roku Toyota zaprezentowała 3 nowe modele na 2016 rok. Toyota Prius wprowadziła nowy napęd hybrydowy oraz nową platformę TNGA. Ten sam napęd i platformę wykorzystuje model Toyota C-HR, który zadebiutował na rynkach w 2016 roku. Trzecią nowością była Toyota RAV4 Hybrid, wersja RAV4 2016 po liftingu.
W kwietniu 2016 roku łączna sprzedaż hybryd Toyoty przekroczyła 9 milionów. Według wyliczeń Toyoty pozwoliło to zaoszczędzić 25 miliardów litrów paliwa i 67 mln ton CO
2. Do 2020 roku Toyota zamierza sprzedać 15 mln hybryd. W samym 2017 roku japońska marka sprzedała 1,5 miliona samochodów hybrydowych, dzięki czemu sprzedaż Toyot wyposażonych w ten rodzaj napędu osiągnęła w sumie 11,45 mln egzemplarzy. Jak podaje producent, skutkiem tego do atmosfery wyemitowano o 85 milionów ton CO
2 mniej.
W marcu 2018 roku na Międzynarodowym Salonie Samochodowym w Genewie Toyota zaprezentowała nową generację Corolli, która jako pierwszy model marki otrzymała dwa napędy hybrydowe, w tym nową jednostkę o mocy 184 KM. Japoński producent zapowiada sukcesywne wprowadzanie mocniejszego układu w kolejnych samochodach, by ostatecznie każdy hybrydowy model był dostępny z dwiema wersjami napędu hybrydowego. W tym samym roku łączna sprzedaż hybryd Toyoty i Lexusa od początku obecności na rynku przekroczyła 13 milionów samochodów. Na koniec 2018 roku wartość ta wyniosła 13 104 275 aut.
Na początku 2017 roku na targach w Detroit zadebiutowała ósma generacja Toyoty Camry z hybrydowym napędem 2,5 l. W lipcu 2018 roku Toyota ogłosiła wprowadzenie na europejski rynek Camry 8. generacji, wyłącznie z napędem hybrydowym. Model miał europejską premierę na targach w Paryżu 2018, a jego sprzedaż w Europie ruszyła na początku 2019 roku. Również w 2018 roku Lexus wprowadził do oferty kompaktowego crossovera UX dostępnego z napędem hybrydowym o mocy 184 KM bazującym na silniku benzynowym 2.0. W tym samym roku na europejski i japoński rynek wprowadzono również model ES 300h z silnikiem benzynowym o pojemności 2,5 l i układem hybrydowym o łącznej mocy 218 KM. 

## Lata 2019-2021
W 2019 roku Toyota zaprezentowała SUV-a RAV4 Plug-in Hybrid, drugi model hybrydowy z możliwością ładowania z zewnątrz w historii producenta. Auto otrzymało układ napędowy o mocy ponad 300 KM, którego zasięg w trybie elektrycznym wynosi do 75 km (wg WLTP). W 2020 roku w ofercie japońskiego producenta znalazła się nowa generacja modelu Yaris Hybrid. Samochód otrzymał napęd hybrydowy o mocy 116 KM, którego silnik spalinowy 1.5 powstaje w fabryce w Jelczu-Laskowicach. Również w 2020 roku marka ogłosiła, że na drogi wyjechało łącznie ponad 15 milionów samochodów hybrydowych Toyoty i Lexusa. 

## Samochody hybrydowe w Polsce

### Marki popularne
Toyota Prius trafiła na polski rynek w 2004 roku. Od tamtej pory do maja 2014 roku sprzedało się w Polsce ponad 1000 egzemplarzy tego modelu. Auris Hybrid, najpopularniejszy model hybrydowy w Polsce (do maja 2018 sprzedano 15 000 egzemplarzy), sprzedawany jest od 2010 roku, zaś Yaris Hybrid, siedmioosobowy Prius+ i Prius Plug-in od 2012 roku. Toyota Auris Touring Sports Hybrid, podobnie jak benzynowa wersja tego modelu, zadebiutowała w czerwcu 2013 roku. Wszystkie modele Toyoty wyposażone są w szeregowo-równoległy napęd Hybrid Synergy Drive. W maju 2018 roku łączna liczba samochodów hybrydowych Toyoty sprzedanych w Polsce przekroczyła 38 500 sztuk.
W 2012 roku Peugeot wprowadził do Polski hybrydowy van z silnikiem Diesla, model 3008 Hybrid4. W tym samym roku Kia rozpoczęła sprzedaż hybrydowej wersji Optimy, lecz model ten został już wycofany ze sprzedaży.
Obecnie w Polsce oferowane są także m.in. Honda Jazz Hybrid z napędem równoległym IMA – miejski samochód segmentu B, Volkswagen Jetta Hybrid – kompaktowy sedan z napędem równoległym, Volkswagen Golf GTE, Volkswagen Passat GTE, hybrydowe wersje 6 modeli Lexusa: CT, GS, IS, LS, RX, NX, Opel Ampera – kompaktowa hybryda szeregową typu plug-in.
W marcu 2016 roku łączna sprzedaż hybryd Toyoty w Polsce wyniosła 10 000. Liczba ta podwoiła się w ciągu zaledwie 12 miesięcy, w lipcu 2017 roku przekroczyła 25 000, a z końcem tego roku osiągnęła poziom ponad 30 000 sztuk.
Pod koniec listopada 2017 roku Toyota ogłosiła, że w 2020 roku w fabryce Toyota Motor Manufacturing Poland w Jelczu-Laskowicach rozpocznie produkcję benzynowego silnika nowej generacji o pojemności 1,5 litra, tworzonego m.in. z myślą o napędach hybrydowych. 
W lipcu 2018 roku Toyota ogłosiła, że sprzedała w Polsce ponad 40 000 samochodów hybrydowych. Wśród nich najpopularniejszym modelem jest hybrydowy Auris, który od początku obecności na rynku znalazł 15 000 nabywców.
W listopadzie Toyota ogłosiła, że sprzedała w Polsce 100 000 hybryd, po 16 latach obecności hybryd marki na polskim rynku. Do tego momentu najwięcej sprzedanych egzemplarzy hybrydowych zanotował model Toyota C-HR.